# 久留米アリーナ
福岡県立久留米スポーツセンター体育館（ふくおかけんりつ くるめスポーツセンターたいいくかん）は、福岡県久留米市の久留米総合スポーツセンター内にある屋内スポーツ施設。愛称は久留米アリーナ。2018年（平成30年）6月3日開館。延床面積は約1万8800平方メートルであり、総合体育館としては九州最大級である。

## 歴史
1974年（昭和49年）には福岡県立久留米体育館が建設されたが、40年以上が経過して施設が老朽化していた。そこで福岡県と久留米市は、福岡県立体育館・久留米市武道館・久留米市弓道場を一体化させた総合スポーツ施設の建設を計画した。2018年（平成30年）6月3日、久留米アリーナが開館した。同日のオープニングイベントでは柔道家の古賀稔彦と篠原信一によるトークライブが行われ、ライジングゼファーフクオカの選手によるバスケットボール教室、大山加奈によるバレーボール教室も行われた。

## 施設
- 面積 4,536m2

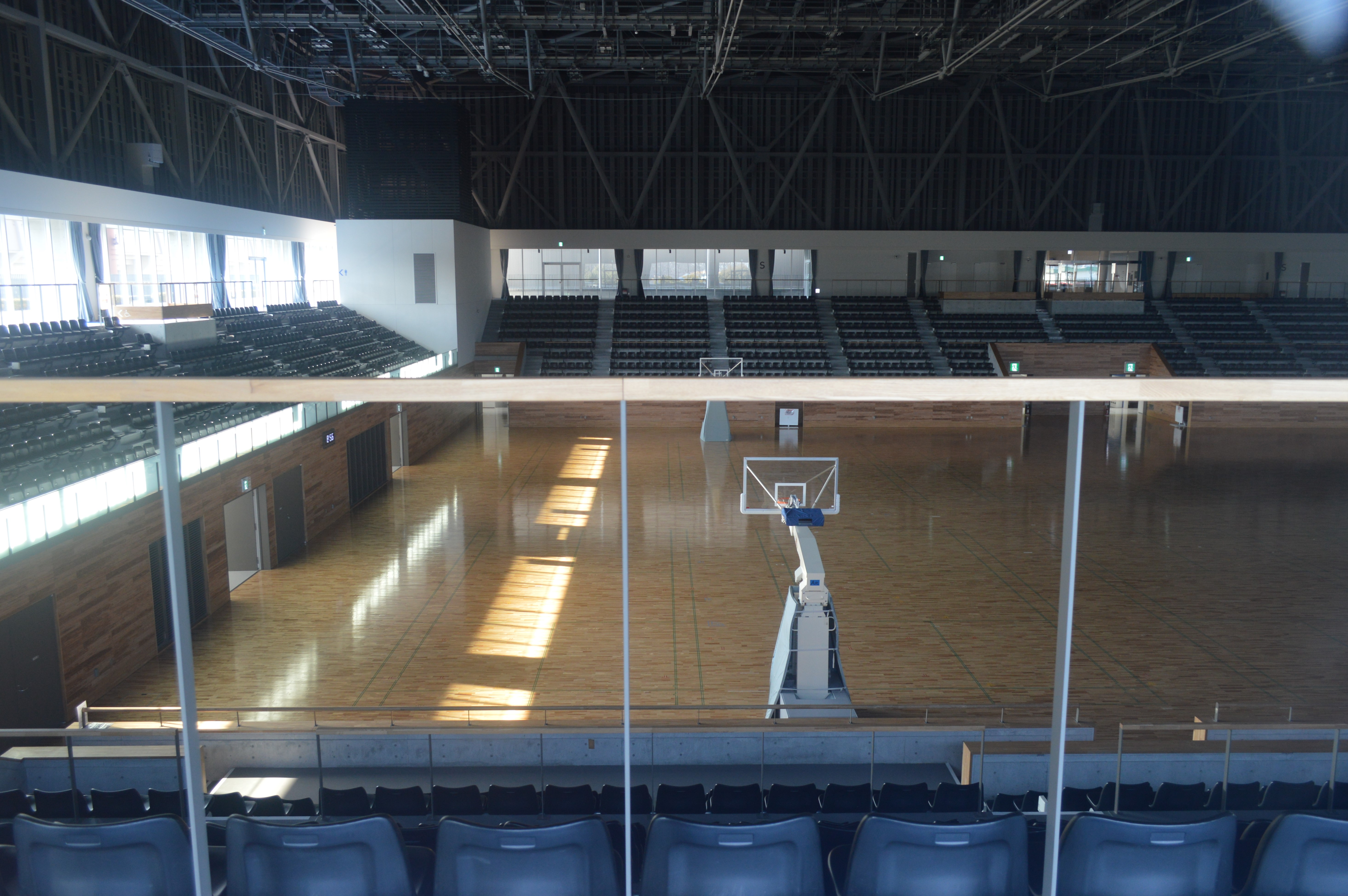
メインアリーナ

- 固定観覧席 3,000席（メインアリーナ）
- 競技場面積
  - バレーボール4面、バスケットボール3面など

## 主な大会・イベント
- こけら落としとして全日本実業柔道団体対抗大会が当地で開催。
- Bリーグ所属のライジングゼファーフクオカの準ホームアリーナとして使用
- 2024年には令和6年度全国高等学校総合体育大会総合開会式および全日本高等学校ハンドボール選手権大会の主会場として使用

## 交通アクセス
- 西鉄天神大牟田線櫛原駅より徒歩7分。